# 호전실업
호전실업(Hojeon Ltd.)은 대한민국의 주문자상표부착생산(OEM) 기업이다. 본사는 서울시 마포구 마포대로 19 (마포동, 신화빌딩) 11~12층에 위치해 있으며 대표이사는 박용철이다.

## 논란
장기간 주가 부진에 실망한 소액 주주 연합이 경쟁사에 지분 10% 이상을 넘기겠다고 선언한 바 있다

## 상장
2017년 2월 2일 공모가 25,000원에 상장하였다.

## 같이 보기
- 한세실업

## 참고문헌
1. ↑  호전실업 실적감소 제동 걸어, 박용철 나이키와 결별 뒤 빈자리 메워, 비즈니스포스트, 2021년 9월 15일
2. ↑  산업포장 호전실업(주) 박용철 회장 - 무봉제 고주파접합법·스마트팩토리로 혁신 선도, kt뉴스, 2023년 11월 10일
3. ↑  호전실업 "인도네시아 자회사 주식 312억원에 추가취득", 연합뉴스, 2022년 7월 1일
4. ↑  호전실업 '개미의 반란'에 적대적 M&A 위기, 파이낸셜뉴스, 2024.09.04